# Аджиев, Мурад Эскендерович
Мура́д Эскенде́рович Аджи́ев (с 1994 года публиковался под псевдонимом Мурад Аджи; кум. Аджиланы Мурад Эскендерны уланы; 9 декабря 1944, Москва — 7 марта 2018, Москва) — советский и российский писатель, публицист, автор серии популярных книг в жанре фолк-хистори, в которых изложена оригинальная псевдонаучная гипотеза о тюркском «Великом переселении народов», зародившемся, по мнению автора, на Алтае, исторической родине древних тюрков.
По образованию географ, имеет степень кандидата экономических наук.

## Биография
По национальности кумык, родовое село Аксай, Хасавюртовский район, Республика Дагестан.

### Научная карьера
В 1964 году поступил на кафедру североведения географического факультета МГУ.
В 1969 году досрочно окончил географический факультет МГУ, был принят в целевую аспирантуру.
Поступил на работу в Совет по изучению производительных сил при Госплане СССР.
В 1973 году защитил кандидатскую диссертацию «Моделирование и оптимизация процесса промышленного освоения Северо-Востока СССР с выбором индустриально-строительных опорных баз». Научным руководителем был профессор В. Ф. Бурханов.
После аспирантуры Аджиев работал в отделе прогнозирования при Министерстве цветной металлургии СССР. Несколько лет занимался изучением социальных процессов строительства в Сибири. Вместе с коллегами работал над проектом нового районирования Севера.
С 1975 года на протяжении почти 15 лет читал курс лекций по экономической географии во Всесоюзном заочном финансово-экономическом институте.
Параллельно с педагогической работой занимался исследованием проблем освоения северных территорий страны, Сибири и Дальнего Востока.
В 1976 году участвовал в XXIII Международном географическом конгрессе.
Некоторые идеи из работ Аджиева 1970-х годов заинтересовали патриарха советского североведения Г. А. Аграната.
В своей монографии «Возможности и реальности освоения Севера: глобальные уроки» Агранат отмечал, что ему представляется интересной мысль Аджиева, впервые выдвинутая в 1976 году, об использовании в качестве границы Севера синтетического показателя общих энергетических затрат на производство и жизнь человека в этой зоне. К сожалению, как отмечает Агранат, это предложение осталось не доработанным до практического применения.
М. Сигалов и Е. Плисецкий относят работы Аджиева 1970-х—80-х годов к научной школе, внёсшей вклад в разработку вопросов освоения новых территорий.
Аджиева отмечают среди тех экономистов, которые рассматривали строительство БАМа «не только как источник облегчения напряженности Забайкальской и Дальневосточной железных дорог, но и как основное условие планомерной разведки и добычи полезных ископаемых Южной Якутии и северного Забайкалья».

### Начало писательской и журналистской деятельности
В 1970-е — 1980-е годы издавал работы о БАМе, освоении Сибири и территориально-производственных комплексах Сибири, энергосберегающих технологиях. Одновременно сотрудничал с ведущими журналами страны: «Новый мир», «Вокруг света», «Знание — сила» и др.
Как специалист по Сибири выступал в роли редактора и составителя сборников, был членом редколлегии художественно-географического альманаха «На суше и на море».
В 1982 году выпустил книгу «Сибирь: XX век», где обратился к теме территориально-производственных комплексов и демографических сдвигов, обусловленных освоением новых территорий. Он показал Сибирь как центр переплетения многих человеческих, производственных, научных, культурных проблем. Эта публикация, как утверждает Аджиев, вызвала критику со стороны партийных органов, что, по его словам, помешало ему защитить докторскую диссертацию. В настоящее время эта книга входит в перечень рекомендованной или дополнительной литературы учебных курсов некоторых вузов страны.
В 1989 году Аджиев опубликовал статью «Явление криогенного концентрирования тяжёлой воды», в которой высказал гипотезу о концентрации тяжёлой воды в природе. Основные положения гипотезы он изложил в ряде популярных публикаций. Эта небесспорная гипотеза вызвала интерес[уточнить] специалистов.
В том же году Аджиев перешёл на работу в журнал «Вокруг света», забросив работу над докторской диссертацией. Организовывал экспедиции, будучи начальником и рабочим в одном лице, делал фотосъёмки, писал очерки о жизни малоизвестных народов. Героями его этнографических очерков стали эвены, якуты, талыши, лезгины, табасараны, карачаевцы, кумыки и другие «исчезающие» народы Советского Союза в эпоху перестройки.
В начале 90-х годов участвовал в поездках в «горячие» точки, писал очерки о военных действиях на Кавказе. Тогда и зародился интерес Аджиева к новой теме, которая определила его последующую деятельность. Он заинтересовался историей своего народа — кумыков.